# کایرو دلگادو
کایرو دلگادو (به انگلیسی: Cyro Delgado) (زادهٔ ۱۱ مهٔ ۱۹۶۱) شناگر اهل برزیل است.